# Ciuto Brandini
Ciuto Brandini († 1345) war ein Arbeiterführer in Florenz, der dort 1345 hingerichtet wurde.

## Hintergrund
Die Wollarbeiter in der Florentiner Tuchindustrie waren nicht in einer eigenen Zunft repräsentiert und konnten deshalb den Besitzern der Werkstätten, für die sie arbeiten mussten und von denen sie abhängig waren, wenig entgegensetzen. Seit den 1340er Jahren lässt sich für Florenz nachweisen, dass die Florentiner Wollarbeiter aktiv die Einrichtung einer eigenen Zunft für sich in Anspruch nahmen und dafür agitatorisch eintraten.
Bereits 1343 hatten die kleineren Handwerker und Besitzer kleinerer Läden für sich eine Beteiligung an der Stadtregierung erstritten. Dies blieb den Wollarbeitern bis zum Ciompi-Aufstand verwehrt und konnte hier auch nur für wenige Wochen verteidigt werden.
Die Hinrichtung Ciuto Brandini muss in diesem Kontext verortet werden.